# Dave Sheppard
Dave Sheppard (* 12. Dezember 1931 in New York City; † 1. Oktober 2000) war ein US-amerikanischer Gewichtheber.

## Werdegang
Dave Sheppard war schon als Knabe in vielfacher Weise sportlich aktiv. Insbesondere im Turnen und der Gymnastik. Bereits mit 11 Jahren begann er mit dem Gewichtheben. 1947 und in den darauf folgenden Jahren gewann er einige regionale Junioren-Meisterschaften. 1950, im Alter von 18 Jahren, gewann er die US-Junioren-Meisterschaft im Leichtgewicht und belegte bei den US-Meisterschaften der Senioren den 3. Platz. Bei dieser Gelegenheit stellte er im beidarmigen Reißen mit 114,5 kg seinen ersten US-amerikanischen Rekord auf. 1951 startete er, inzwischen in das Mittelgewicht gewachsen, erstmals bei einer Weltmeisterschaft. Auch in den folgenden Jahren war er noch mehrmals bei den Olympischen Spielen und Weltmeisterschaften aktiv, doch war ihm kein Sieg vergönnt. Thomas Kono oder Arkadi Worobjow konnten sich immer vor ihm platzieren. Nach 1958 bestritt er nur mehr nationale Wettkämpfe. 1963 erkämpfte er bei den Meisterschaften von Kalifornien seinen letzten Sieg.

### Internationale Erfolge
(OS = Olympische Spiele, WM = Weltmeisterschaft, Le = Leichtgewicht, Mi = Mittelgewicht, Ls = Leichtschwergewicht, Ms = Mittelschwergewicht)
- 1951, 2. Platz, WM in Mailand, Mi, mit 395 kg, hinter Peter George, USA, 395 kg und vor Khadr Sayed El Touni, Ägypten, 387,5 kg;
- 1953, 2. Platz, WM in Stockholm, Mi, mit 397,5 kg, hinter Kono, 407,5 kg und vor Juri Duganow, UdSSR, 382,5 kg;
- 1954, 2. Platz, WM in Wien, Ms, mit 440 kg, hinter Worobjow, UdSSR, 460 kg und vor Clyde Emrich, USA, 427,5 kg;
- 1955. 1. Platz, PanAm Games in Mexiko-Stadt, Ms, vor Barabani, Brasilien und Sigelshifer, Argentinien;
- 1956, Silbermedaille, OS in Melbourne, Ms, mit 442,5 kg, hinter Worobjow, 462,5 kg, und vor Jean Debuf, Frankreich, 425 kg;
- 1958, 2. Platz, WM in Stockholm, Ms, mit 450 kg, hinter Worobjow, 465 kg und vor Ivan Vesselinov, Bulgarien, 422,5 kg

### USA-Meisterschaften
- 1950, 3. Platz, Le, mit 345 kg, hinter Joe Pitman, 347,5 kg und Thomas Kono, 345 kg,
- 1951, 2. Platz, Mi, mit 390 kg, hinter Peter George, 390 kg und vor Frank Spellman, 365 kg,
- 1952, 2. Platz, Ls, mit 390 kg, hinter Clyde Emrich, 392,5 kg,
- 1953, 2. Platz, Ls, mit 405 kg, hinter Stanley Stanczyk, 415 kg und vor James George, 340 kg,
- 1954, 1. Platz, Ms, mit 442,5 kg, vor Emrich, 415 kg,
- 1955, 1. Platz, Ms, mit 437,5 kg, vor Emrich, 427,5 kg,
- 1957, 3. Platz, Ls, mit 410 kg, hinter Kono, 440 kg und James George, 425 kg,
- 1958, 1. Platz, Kl. bis 102,5 kg, mit 435 kg, vor Haaser, 412,5 kg und Cheifetz, 410 kg

### Weltrekorde
im beidarmigen Drücken:
- 146,5 kg, 1956 in Honolulu, Ms

im beidarmigen Reißen:
- 141,5 kg, 1954 in York, Ms,
- 142,5 kg, 1954 in Wien, Ms,
- 145,5 kg, 1957 in New York, Ms

im beidarmigen Stoßen:
- 182,5 kg, 1954 in Los Angeles, Ms